# Cresswell, Northumberland
Cresswell är en ort och civil parish i Storbritannien.   Den ligger i grevskapet och kommunen Northumberland i riksdelen England, i den centrala delen av landet, 400 km norr om huvudstaden London. Cresswell ligger 18 meter över havet och antalet invånare är 206.
Terrängen runt Cresswell är platt. Havet är nära Cresswell åt nordost. Runt Cresswell är det tätbefolkat, med 913 invånare per kvadratkilometer. Närmaste större samhälle är Blyth, 10,3 km söder om Cresswell. Trakten runt Cresswell består i huvudsak av gräsmarker.